# 하이디라오

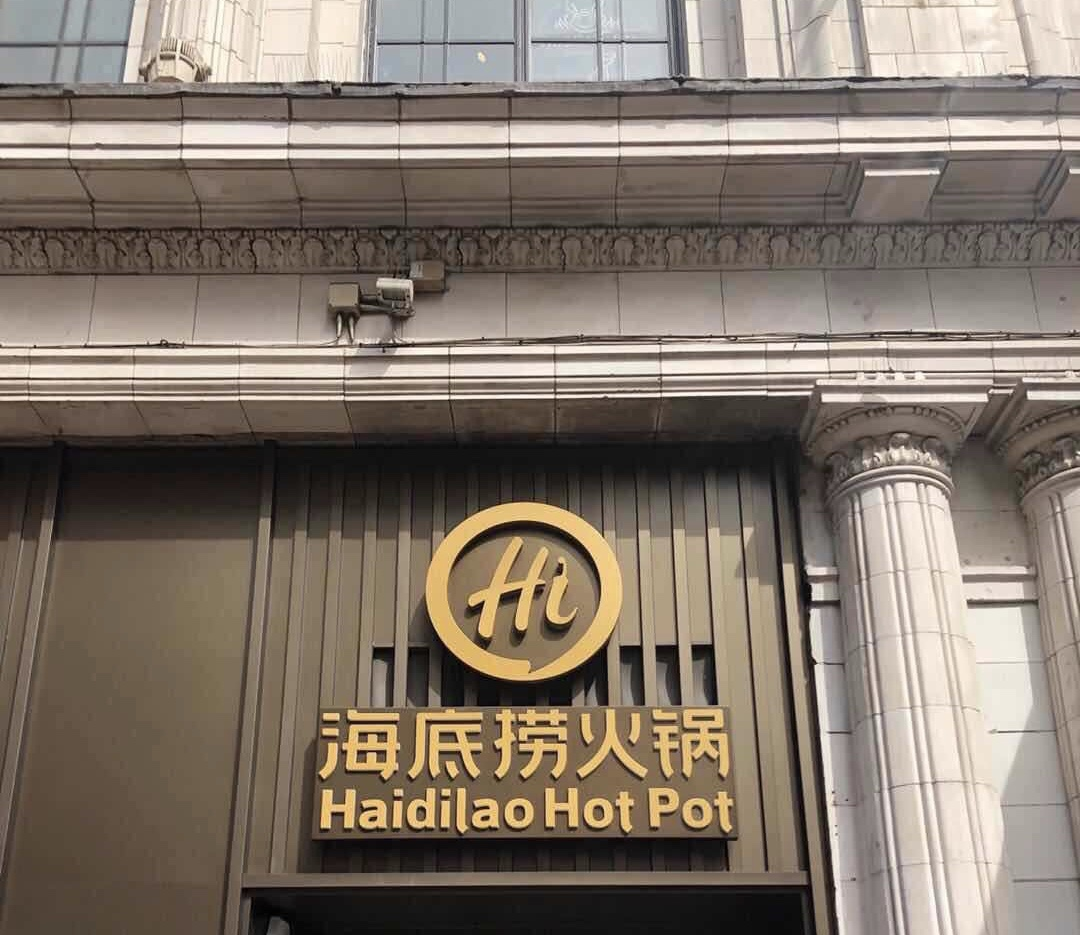

하이디라오(Haidilao International Holding Ltd., Haidilao, 중국어: 海底捞)는 1994년 중국 쓰촨성 젠양시에서 설립된 핫팟 레스토랑 체인이다. 해당 레스토랑은 일반적으로 하이디라오 핫팟(Haidilao Hot Pot)이라는 이름으로 운영된다. 중국에서 가장 큰 핫팟 체인이며 해외로 확장되었다. 2022년 현재 하이디라오는 중국 본토, 홍콩, 대만에 약 1,300개의 레스토랑을 보유하고 있으며 해외 자회사인 슈퍼 하이 인터내셔널(Super Hi International)은 싱가포르, 호주, 영국, 아랍에미리트, 미국을 포함하여 전 세계 97개 매장을 운영하고 있다. 연간 수익은 100억 CN엔 이상으로 추정된다.

## 역사
1994년 3월, 장룽은 쓰촨성 젠양시에서 8,000 위안으로 다른 세 명의 창업자와 함께 최초의 하이디라오 전골 식당을 열었다. 하이디라오는 고객 서비스에 중점을 두고 경쟁력 있게 성장했다. 5년 후 하이디라오는 쓰촨을 넘어 시안, 샨시 지방 및 세계의 다른 지역과 같은 다른 지방으로 확장하기 시작했다.

## 같이 보기
- 쓰촨 요리
- 훠궈